# Arnac
Arnac (okzitanisch gleichlautend) ist eine französische Gemeinde mit 178 Einwohnern (Stand 1. Januar 2022) im Département Cantal in der Region Auvergne-Rhône-Alpes (vor 2016 Auvergne). Sie gehört zum Arrondissement Aurillac und zum Kanton Saint-Paul-des-Landes. Die Einwohner werden Arnacois genannt.

## Lage
Arnac liegt etwa 23 Kilometer nordwestlich von Aurillac im Zentralmassiv in der Naturlandschaft Châtaigneraie. An der nördlichen Gemeindegrenze verläuft der Fluss Maronne mit dem Stausee von Enchanet, im Osten sein Nebenfluss Etze. Umgeben wird Arnac von den Nachbargemeinden Pleaux im Norden, Saint-Martin-Cantalès im Nordosten, Saint-Illide im Osten, Saint-Santin-Cantalès im Süden, Cros-de-Montvert im Westen sowie Saint-Julien-aux-Bois im Nordwesten.

## Bevölkerungsentwicklung
| Jahr                       | 1962 | 1968 | 1975 | 1982 | 1990 | 1999 | 2006 | 2011 | 2019 |
| Einwohner                  | 321  | 305  | 276  | 209  | 203  | 173  | 155  | 154  | 182  |
| Quellen: Cassini und INSEE |      |      |      |      |      |      |      |      |      |

## Sehenswürdigkeiten

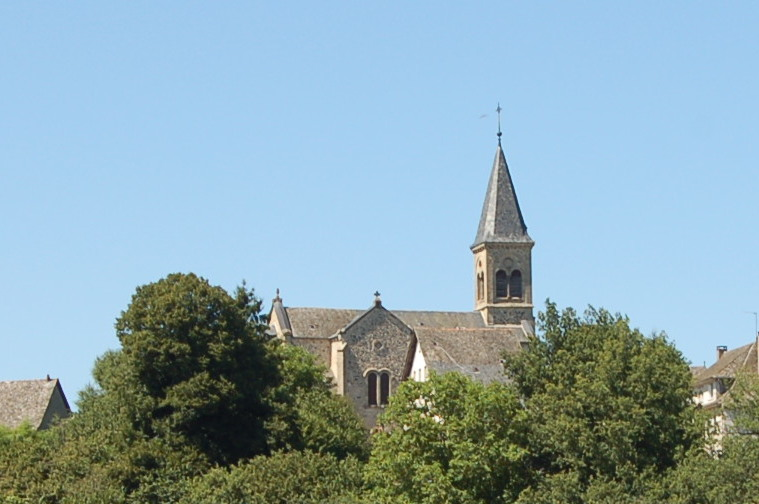
Kirche Saint-Laurent
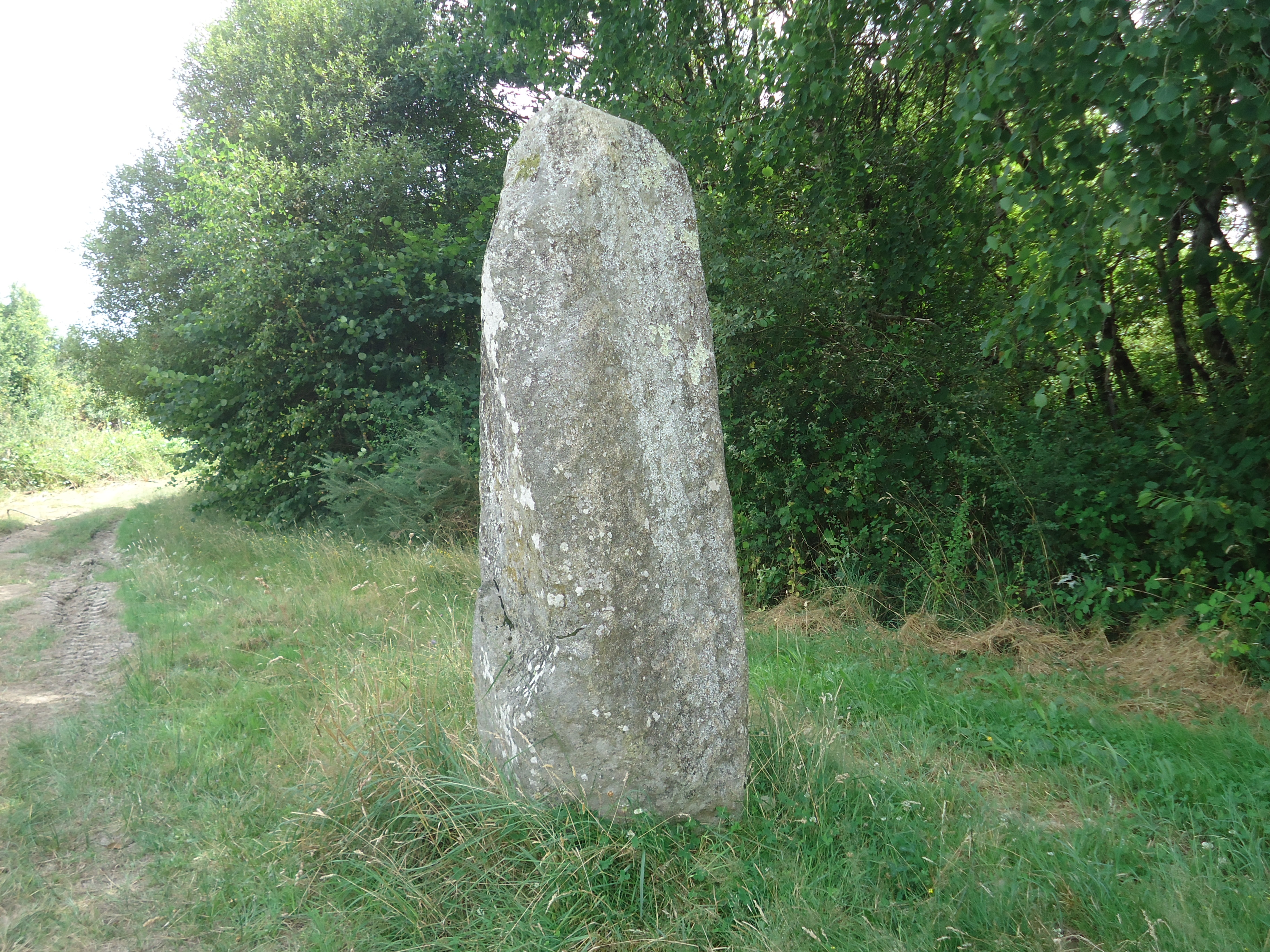
Schalenstein, Monument historique
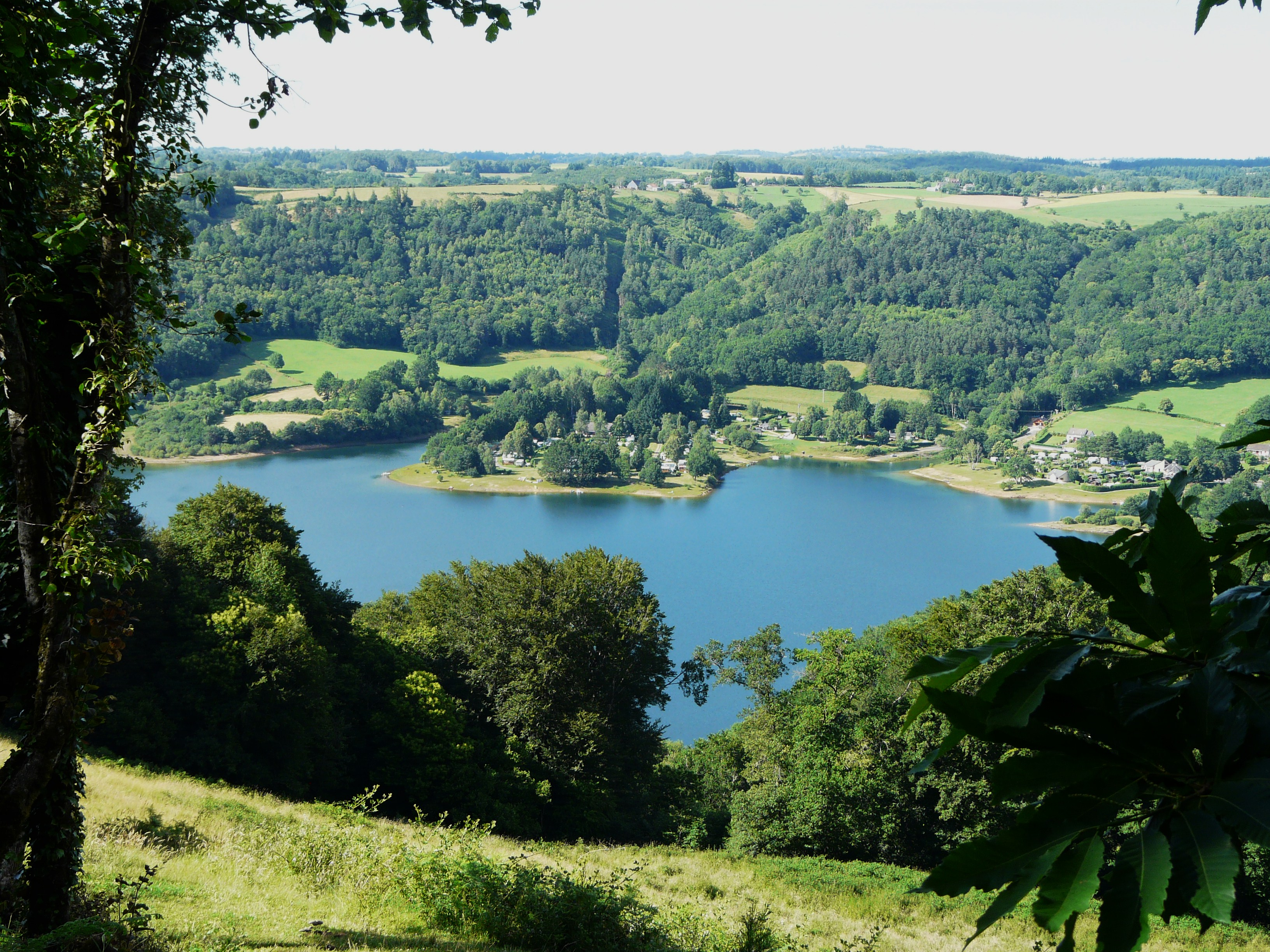
Staumauer von Enchanet

- Kirche Saint-Laurent
- Schalenstein, Monument historique
- Stausee Enchanet